# Zabrodzie (gemeente)
De gemeente Zabrodzie is een landgemeente in het Poolse woiwodschap Mazovië, in powiat Wyszkowski.
De zetel van de gemeente is in Zabrodzie.
Op 30 juni 2004 telde de gemeente 5520 inwoners.

## Oppervlakte gegevens
In 2002 bedroeg de totale oppervlakte van gemeente Zabrodzie 92,03 km², waarvan:
- agrarisch gebied: 67%
- bossen: 24%

De gemeente beslaat 10,5% van de totale oppervlakte van de powiat.

## Demografie
Stand op 30 juni 2004:
| Omschrijving                   | Totaal | Totaal | Vrouwen | Vrouwen | Mannen | Mannen |
| ------------------------------ | ------ | ------ | ------- | ------- | ------ | ------ |
| eenheid                        | aantal | %      | aantal  | %       | aantal | %      |
| inwoners                       | 5520   | 100    | 2766    | 50,1    | 2754   | 49,9   |
| bevolkingsdichtheid (inw./km²) | 60     | 60     | 30,1    | 30,1    | 29,9   | 29,9   |

In 2002 bedroeg het gemiddelde inkomen per inwoner 1383,58 zł.

## Administratieve plaatsen (sołectwo)
Adelin, Anastazew, Basinów, Choszczowe, Dębinki, Gaj, Głuchy, Karolinów, Kiciny, Lipiny, Młynarze, Mostówka, Mościska, Niegów, Obrąb, Płatków, Podgać, Przykory, Słopsk, Wysychy, Zabrodzie, Zazdrość.
Zonder de status sołectwo : Fiszor, Grzegorzewo.

## Aangrenzende gemeenten
Dąbrówka, Jadów, Tłuszcz, Wyszków